# Gallipoli (Pulla)
|  | Aquest article tracta sobre la població italiana. Vegeu-ne altres significats a «Bisbat de Nardò-Gallipoli». |

Gallipoli (pronunciat Gal·lípoli) és un municipi de la província de Lecce (regió de la Pulla italià). L'any 2006 tenia 21.201 habitants. S'escriu Gallipoli en italià, Caddhrìpuli o Caḍḍìpuli en el dialecte local, Gallipolis o Callipolis en llatí, Καλλίπολις en grec clàssic, transliterat com Kal·lìpolis, i dit Anxa en llengua messàpica.

## Geografia
El territori municipal de Gallipoli, que ocupa una superfície de 40,35 km², encara la mar Jònica amb un litoral de gairebé 20 km que inclou els indrets costaners anomenats: Baia Verde, Rivabella i Lido Conchiglie. El centre urbà, situat a 12 msnm, també anomenat ciutat vella, està sobre una illa calcària unida a la terra ferma a través d'un pont del segle xvii. A l'altra banda d'aquest pont està la zona anomenada borgo, que és la part més moderna de la ciutat. El territori confina al nord amb el municipi de Sannicola, a l'est amb dos municipis Alezio i Matino, al sud amb Taviano i a l'oest amb la mar. Dista de Lecce, la ciutat que està a l'altre extrem de la península se Salento, 37 km. L'espai no habitat està inclòs en el parc natural regional Isola di Sant'Andrea e litorale di Punta Pizzo, que fou instituït amb la llei regional nº 20 del 10 de juliol del 2006.

### Demografia
Segons els estudis estadístics realitzats des del 1861, el nombre d'habitants ha anat en augment llevat d'un lleu descens entre el 1930-1936. A l'inici de l'estudi la població de Gallipoli tenia 8.082 habitants mentre que el 2011 va arribar als 20.398. A 31 de desembre es va fer un recompte de persones estrangeres residents a la ciutat i la xifra resultant va ser de 222. La nacionalitat més representada són els romanesos amb 50 cutadans.

### Clima
Des del punt de vista meteorològic Gallipoli pertany al territori del Salento meridional que compta amb un clima mediterrani caracteritzat per hiverns suaus i estius calorosos i humits. Basat en els valors mitjans de referència, la temperatura mitjana del mes més fred, gener, baixa fins als +9 °C, mentre que la del mes més càlid, agost, puja fins als +25,1 °C. Les precipitacions mitjanes anuals, que estan a l'entorn dels 676 mm, presenten un règim variable que és mínim a la primavera-estiu i que té un augment a la temporada de tardor i hivern. Pel que fa als vents, com tots els municipis del sud de la península de Salento, està lleument afectada pels corrents occidentals gràcies a la protecció determinada per la serralada salentina que crea un sistema d'escut. Per contra, els corrents a la tardor i a l'hivern procedents del sud-est, afavoreixen en part l'increment de les precipitacions en aquest període, respecte a la resta de la península.

## Història
L'indret anomenat Torre Sabea va ser un important poblat neolític del qual s'han trobat restes arqueològiques que estaven sota la sorra. Aquesta comunitat mantenia intercanvis comercials (sobretot d'obsidiana) amb les illes Eòlies.

L'escut heràldic de Gallipoli té la imatge d'un gall amb corona amb una llegenda en llatí que diu: "fideliter excubat" (vigila amb fidelitat). La tradició narra que la imatge del gall la van prendre de l'escut d'Idomeneu de Creta, l'heroi que se suposa va fundar les ciutats de Lecce i Gallipoli. Altres pensen que la ciutat fou fundada pels messapis procedents d'Alezio, i que en aquell temps l'escull sobre el qual està la ciutat antiga era un refugi on es quedaven les barques de pesca quan es trobaven amb mal oratge i no podien tornar al port d'Alezio. A causa de la destrucció d'Alezio i anteriorment pel creixement de la població, Gallipoli va esdevenir una ciutat. La tortuositat dels carrers del centre històric sembla confirmar que la població es va anar instal·lant sense planificació prèvia. La forma actual de la ciutat vella té a veure també amb motius militars i climàtics (els carrers torts són una òptima defensa contra el moviment de tropes enemigues i ajuden a tallar els vents dominants), en aquesta zona s'aprofita tot l'espai possible per construir dins la muralla, motiu pel qual no hi ha autèntiques places públiques sinó petits espais oberts.
Plini el Vell va escriure que la ciutat va ser fundada pels gals sènons i d'aquí vindria el nom.Apià d'Alexandria i Polibi van donar suport a aquesta teoria, però altres creuen que no té sentit i es devia tractar d'un error del copista i que Plini en realitat volia dir sinus Callipolis (Cal·lípolis situada en un golf) i no senum Callipolis.

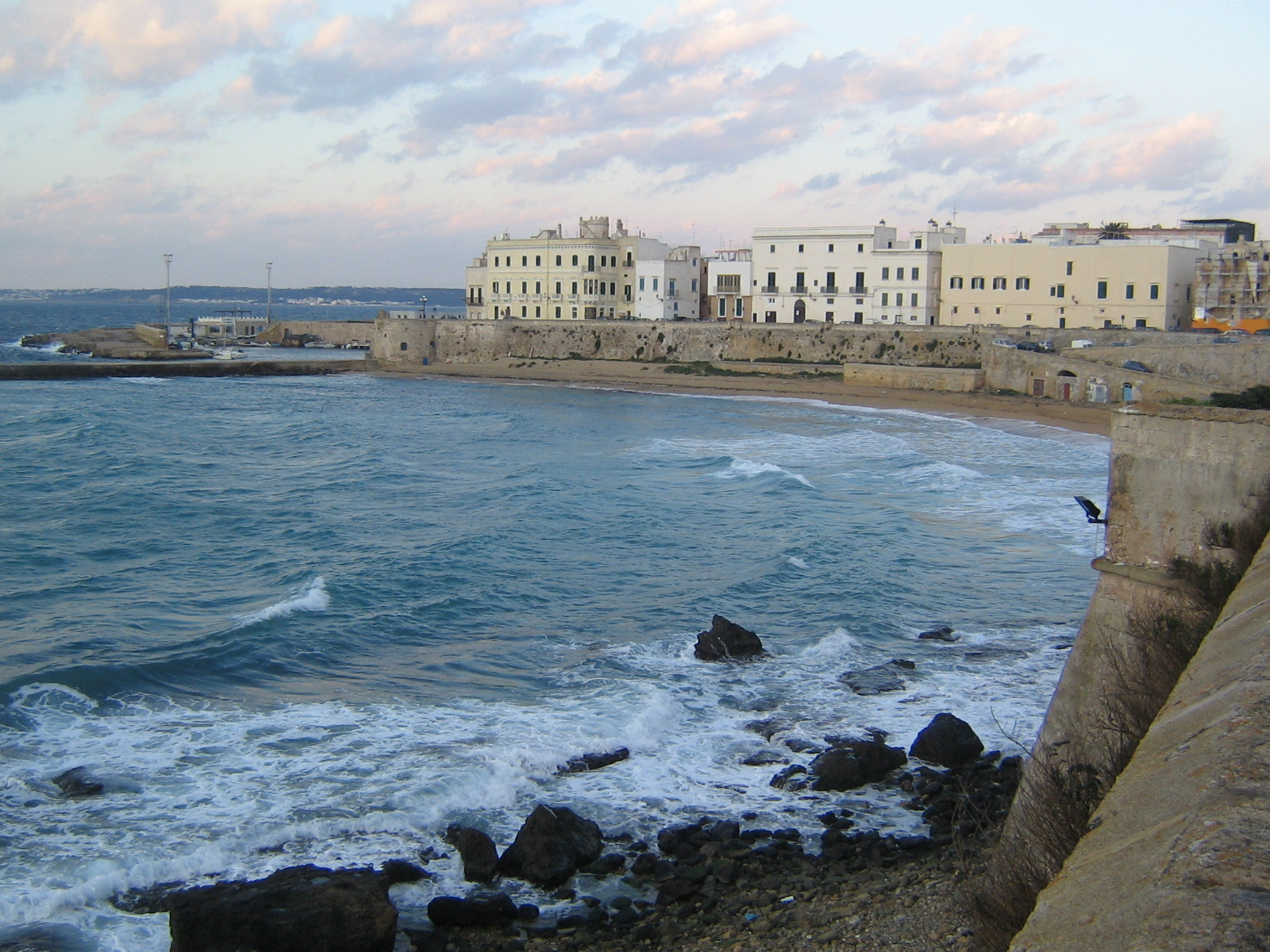
Gallipoli vista des de la mar

L'any 265 aC a causa de la guerra entre Pirros i Roma, Gallipoli va passar a ser una colònia romana.
A començaments de l'edat mitjana probablement va patir els atacs de vàndals i de gots. Reconstruïda pels romans d'Orient, Gallipoli va passar per un període de creixement social i comercial. La ciutat pertanyia a l'Església de Roma i el fet que uns monjos grecs s'hi establissin fundant l'Abadia de San Mauro, va portar alguns problemes.
Al segle xi, Gallipoli fou ocupada pels normands i el 1268 va patir el setge de Carles I d'Anjou que va provocar la fugida dels seus habitants cap a la veïna Alezio. El repoblament no es va fer fins al 1300 sota el govern del Principat de Tàrent (1088-1465). El 1484, els venecians van provar d'ocupar el lloc amb una flota composta per setanta naus, entre les quals hi havia setze galeres i cinc naus de càrrega amb set mil combatents i tres-cents cavalls, mentre que a Gallipoli només hi havia dos-cents combatents els quals van mantenir fidelitat al seu governant fins a l'últim moment. Al segle xvi va ser assetjada per les tropes espanyoles i després fou governada pels Borbons que eren els governants del Regne de Nàpols. Ferran I va projectar la construcció del port que al segle xviii va ser el punt més important del mediterrani del comerç d'oli per enllumenat.
Amb Josep Bonaparte es va crear el Districte de Gallipoli que fou una de les subdivisions administratives del Regne de les Dues Sicílies, subordinat a la província de Terra d'Otranto, que fou suprimit el 1860 amb l'ocupació garibaldina i amb l'annexió al Regne de Sardenya.

## Economia

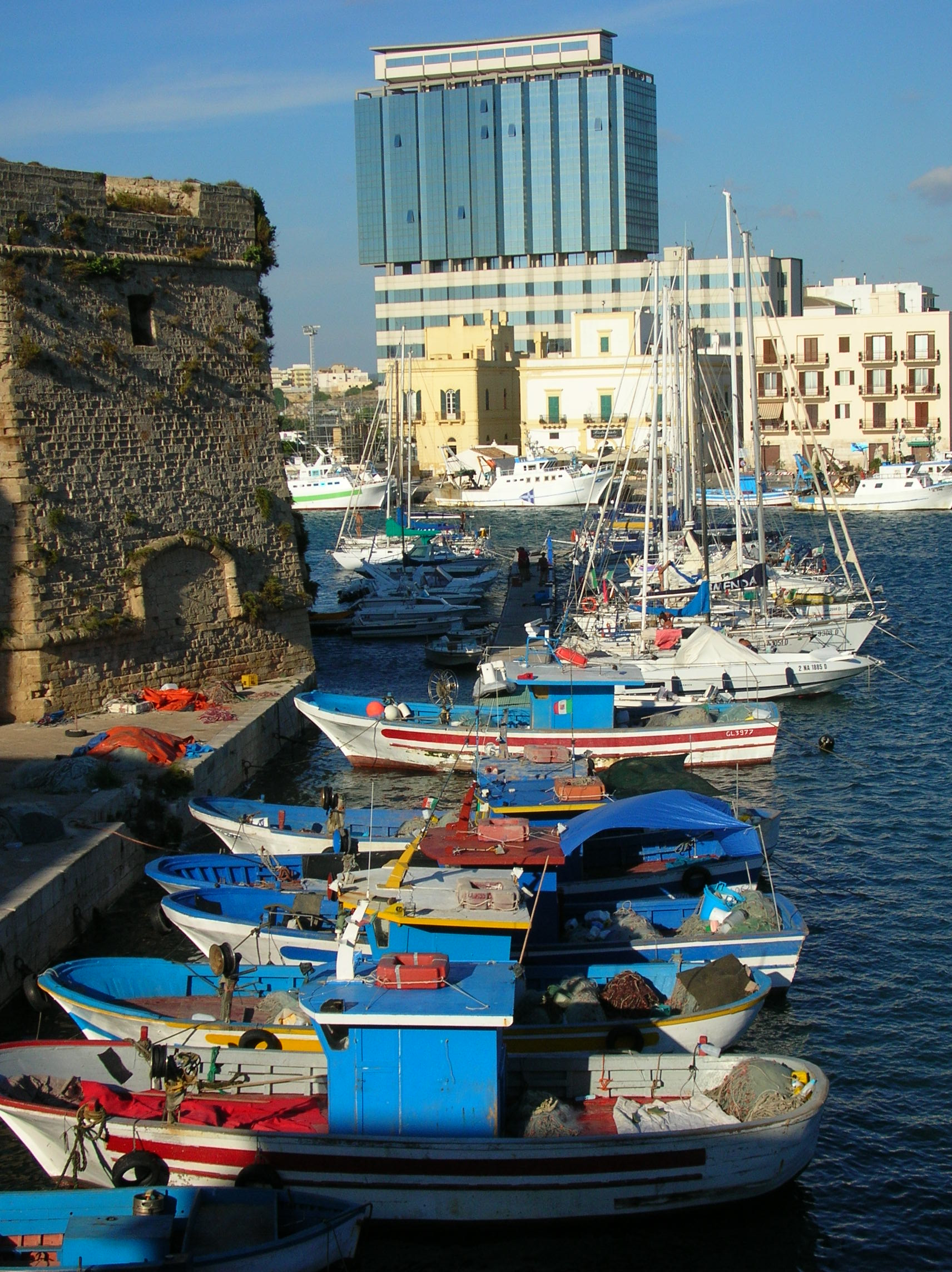
A l'esquerra fragment de la muralla i a la dreta el port

L'economia de Gallipoli es basava, en temps passats, en el comerç internacional d'oli i vi i en la producció industrial de bótes i de sabó. A partir del segle xvii, el port va tenir molta importància amb relació a l'exportació d'oli per enllumenat. Encara hi resideixen els descendents de famílies genoveses, sardes, venecianes i napolitanes de comerciants d'oli que s'hi van establir en aquell temps: els Spinola, els Vallebona, els Calvi i altres. Gran part de l'oli produït es venia a països estrangers els quals tenien representació a Gallipoli mitjançant un consolat, oficines que van estar fins al 1923: Àustria, Dinamarca, França, Anglaterra, Imperi Otomà, Països Baixos, Portugal, Prússia, Rússia, Espanya, Suècia, Noruega.
Actualment l'economia de Gallipoli es basa fortament amb el sector terciari i en particular amb el turisme. La pesca és també una activitat important. Es practiquen diversos mètodes de pesca, entre els quals està el dit de "paranze" o d'arrossegament perquè arrosseguen la xarxa pel fons del mar entre una o dues barques. Pel que fa al turisme, entre els anys 2010 i 2014 és la que ha crescut més en popularitat de tot Itàlia, sobretot entre els joves que hi van atrets per l'ambient musical nocturn.

## Llocs d'interès cultural

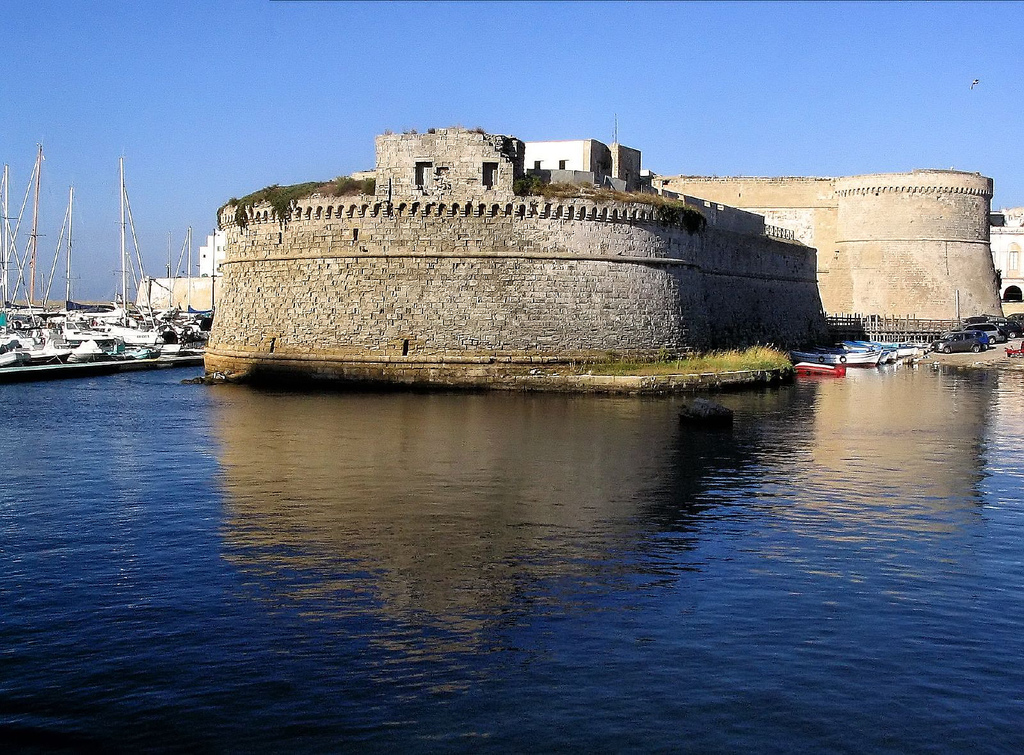
Castell aragonès

Gallipoli acumula tants edificis religiosos d'arquitectura barroca, d'un estil propi anomenat barroc de Lecce, que ha estat proposada per ser inclosa en la llista de patrimoni mundial de la humanitat elaborat per la UNESCO.
Els més destacats són els següents:

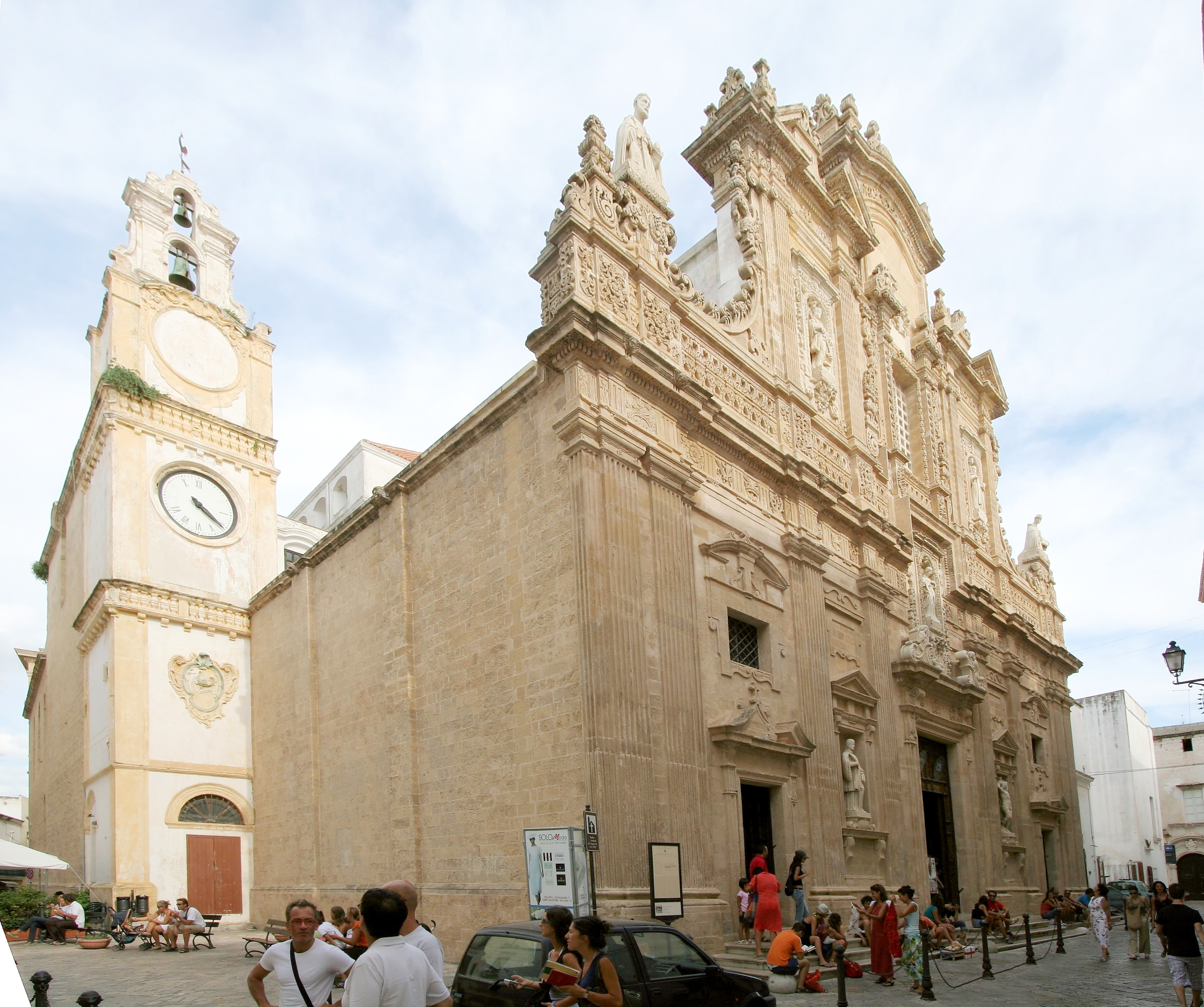
catedral

- Basílica Cocatedral de Santa Àgata: Sembla massa imponent pel que és el petit carrer on es troba, la Via Duomo. Aquesta catedral és del segle xvii. D'estil barroc, la façana és de pedra de Lecce i es divideix en dos nivells que alberguen estàtues i motius barrocs. El seu interior de planta en forma de creu llatina, té tres naus separades per àmplies arcades sobre columnes. L'edifici presenta una rica col·lecció de pintures d'artistes de Salento dels segles xvii i XVIII. El presbiteri té un magnífic cor barroc de fusta entallada.[18]
- Església de sant Francesc de Paula
- Església de sant Francesc d'Assís
- Església de San Domenico al Rosario
- Església de la Santissima Creu
- Església de Santa Maria della Purità
- Església de Santa Maria dels Àngels
- Església de Sant Pere i sant Pau
- Església de Santa Maria del Canneto
- Església del Carmel
- Església conventual de santa Teresa
- Església de la Immaulada Concepció
- Església de Santa Cristina
- Església de sant Pere dels Samaris, romana d'Orient, anomenada així per estar enmig de la natura al costat d'un congost dit fosso del Samari.
- Església de la Santíssima Trinitat i les Ànimes del Purgatori

- Palau Pirelli (s.XVI)
- Palau Assanti-Aragó (s.XVI)
- Palau Specolizzi (s.XV)
- Palau Bisbal (s.XVII)
- Palau Tafuri (s.XVIII)
- Palau del seminari (s.XVIII)
- Palau Acuña (s.XVI)
- Palau Pasca (s.XVIII)
- Palau Romita (s.XVIII)
- Palau Briganti (1500-1700)
- Palau D'Ospina (s.XVII)
- Palau Fontana (s.XVIII)
- Palau Vallebona (s.XX)
- Palau Munittola (s.XVII)
- Palau Rocci (s.XVIII)
- Palau del Capitolo (s.XVIII)
- Hipogeu Frantoio (excavat a la roca)
- Palazzo Pasca (s. XVII)
- Palazzo Calò (s. XVII)
- Palau Talamo (s.XVII)
- Palau De Tomasi.
- Palau Ravenna (s.XVII)
- Palau Pizzarro (s.XVI)
- Palau Zacheo (s.XVII)
- Palau Pantaleo (s.XVI)
- Palau Senape-De Pace (s.XVI-XVII)
- Palau Balsamo (s.XV-XVII)
- Palau Veneri (s.XVI)
- Teatre Garibaldi (s.XIX)
- Palau Granafei (s.XVI)
- Palau Zacà. Al seu interior hi ha una carrossa d'època perfectament conservada així com nombroses antiguitats, armes, llances, armadures i un casc que va pertànyer a un soldat espanyol de Carles V del Sacre Imperi Romanogermànic

### Arquitectura militar
- El castell aragonès (segle xiii), encarregat per Alfons II de Nàpols a l'arquitecte Francesco di Giorgio Martini; la major part del castell està envoltat per la mar.
- Muralla (segle xiv), tenia 12 torres o bastions: Torre di San Francesco di Paola, Fortino di San Giorgio, Fortino di San Benedetto, Torrione di San Guglielmo, Forte di San Francesco d'Assisi, Torre del Ceraro, Baluardo di San Domenico o del Rosario, Bastione di Santa Venerandia o di Santa Venere, Muraglia di Scirocco, Torre di San Luca, Torre di Sant'Agata o delle Saponere, Torre di San Giuseppe o della Bombarda. Algunes van ser destruïdes i al seu lloc es van fer places o palaus.[19]
- Torres de vigilància. A banda de les torres de la muralla, hi ha quatre torres que es van construir per albirar si s'aproximaven enemics per la costa: Torre del Pizzo, Torre San Giovanni la Pedata, Torre Sabea i Torre dell'Alto Lido. Es van edificar per ordre de l'emperador Carles V al segle xvi.[20]